# 梁妍熙

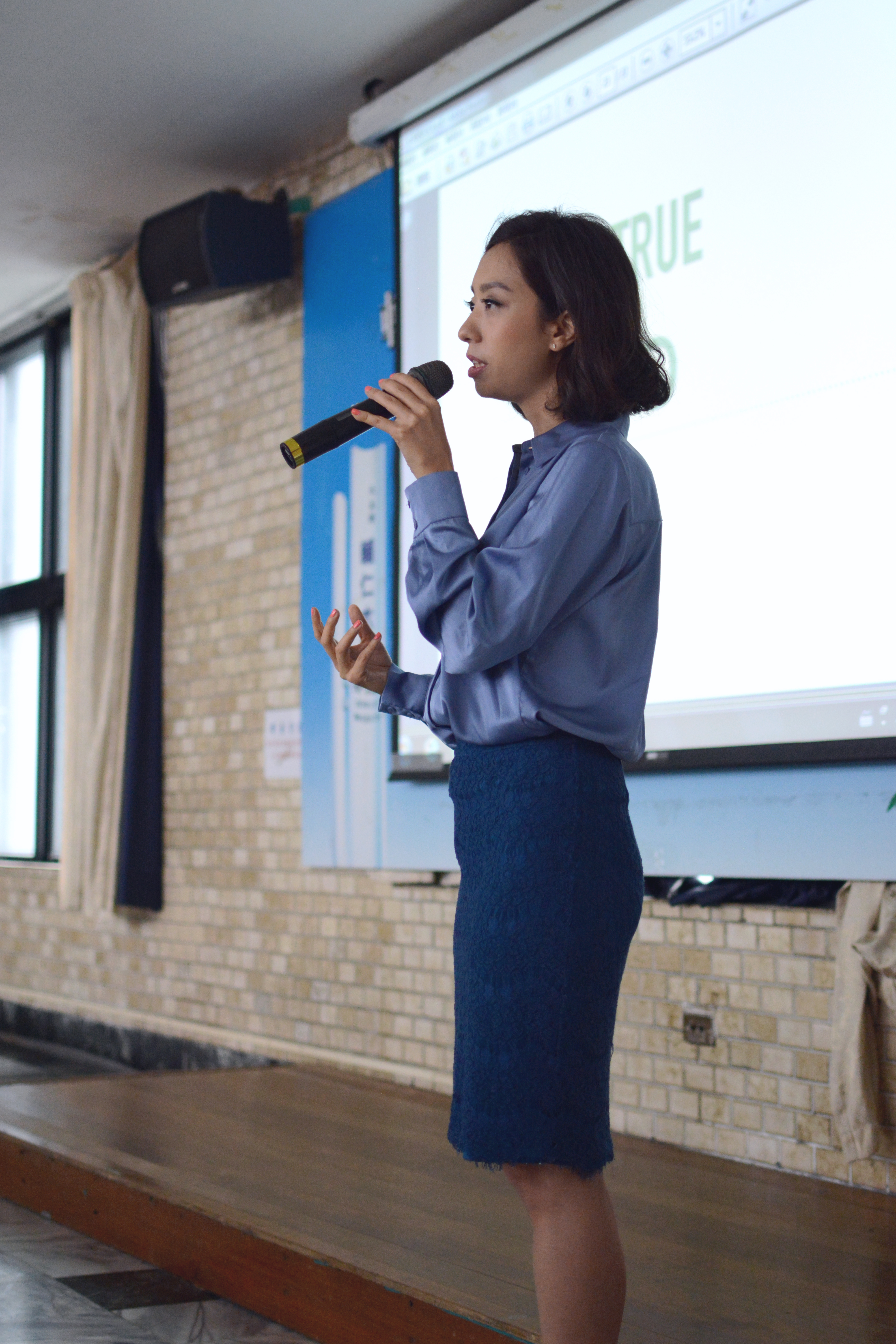
Esther Veronin speaking at FJU for Women's Week 2019

梁妍熙（俄语：Есфирь Майкловна Веронин, 1987年3月11日—），生於美國洛杉磯，台灣美國混血，導演兼經紀人。前南拳媽媽藝人Lara梁心頤的姊姊，兩人一起成立了妹妹娃娃多媒體。

## 獨立創業
梁妍熙與妹妹梁心頤在2013年5月共同成立了一間獨立的多媒體公司：妹妹娃娃多媒體為了梁心頤的經紀公司及唱片公司，而姊姊也成為了經紀人兼窗口。公司名稱由來為梁氏姊妹小時候的乳名：梁妍熙小時被稱為「妹妹」，而梁心頤則被稱為「娃娃」。

這個女性主導的團隊不只推出音樂和娛樂的作品更時常關注到各種多元化的議題，例如LGBTQ、身體形象 和女權運動。
2013年第一次擔任編導，開始籌拍一系列的微電影《台北據我們所知》。
2014年參加台北48小時影片拍攝計劃，跟王若琳合作拍出了《誰殺了王若琳》，也獲得了當年「最佳原聲帶」及「最佳服裝」的兩個獎項。
2015年推出了一系列拍攝於妹娃工作室的搞笑真人實境秀，命名為《妹娃日記》。當年也開始為Lara製作音樂及MV，推出了Lara離開杰威爾音樂之後第一首單曲《滴答》。
2016年跟中華民國國家發展委員會以及知名Youtuber合作出品了《那些被罵後才知道的事》。
2017年為Lara拍攝新歌《玩轉》的MV，不但是精品手錶品牌J&V的合作代言曲更當上J&V的品牌代言大使
2018年帶領女力團隊拍攝了第一部劇情長片《明日之星》。劇情融入梁心頤第三張個人專輯《千面獸》的音樂及MV，Lara也同時飾演了電影的女主角。

## 表演
梁妍熙在轉著投入編導之前也曾經試探過各種不同類型的表演藝術。2014年參加年代MUCH台《2014全球閩南語歌曲創作演唱大賽》表演台語老歌《難忘的鳳凰橋》，也大受注目。。
2014到2015年，與妹妹梁心頤兩人時常在台北著名爵士酒吧「黑糖餐廳」進行表演。跟專業爵士樂團合作，帶來綜合台灣及西方的老歌、流行曲、翻唱改編等樂風。
2015年9月與妹妹一同参加紐約時裝週。12月被The LAB實驗場選上擔任《盲女驚魂記》("Wait Until Dark") 的女主角，演出技巧大受台北時報好評。

## 社會議題
梁妍熙是一位女性主義者，也時常關心到LGBT的議題。
2015年台灣女性影像學會大使之一。
2016年與梁心頤受邀參加女人國Lezs Meeting的挺同志活動。
2015-2019年擔任若干次 Mr. Gay Taiwan 台灣同志先生評審之一。
2019年和妹妹參與台灣女性大遊行的遊行活動，也上台演講。

## 個人生活
2015年5月29日，梁氏姊妹的母親在醫院檢查途中突然猝逝。

## 作品
除了身兼妹妹娃娃多媒體的CEO之外，Esther同時也擔任妹娃各作品的編劇、導演及執行製作人。
| 年度 | 月份 | 職位       | 中文名稱             | 英文名稱                | 備註                                               |
| ---- | ---- | ---------- | -------------------- | ----------------------- | -------------------------------------------------- |
| 2013 | 9月  | 編劇/導演  | 果汁刮刮樂           | TAWKI: Scratch & Win    | 搞笑微電影                                         |
| 2014 | 10月 | 編劇/導演  | 誰殺了王若琳         | Who Killed Joanna Wang? | 台北48小時影片拍攝計劃「最佳原聲帶」及「最佳服裝」 |
| 2015 | 4月  | 編劇/導演  | 紅                   | She Wore Red            | 臺南39小時拍片競賽「最佳攝影」                     |
| 2015 | 11月 | 編劇/導演  | 妹娃日記             | Meiwa Diaries           | 弄假真人實境秀                                     |
| 2016 | 3月  | 編劇/導演  | 那些被罵後才知道的事 | Newbie Dad              | 中華民國國家發展委員會合作出品                     |
| 2017 | 7月  | 執行製作人 | 比真愛還好           | Still Better Than Love  | 洛杉磯亞太影展參展特選                             |

| 年度 | 月份 | 職位      | 中文名稱 | 英文名稱        | 類型     |
| ---- | ---- | --------- | -------- | --------------- | -------- |
| 2018 | 10月 | 編劇/導演 | 明日之星 | Tomorrow's Star | 視覺專輯 |

| 年度 | 職位      | 中文名稱 | 英文名稱             | 藝人   |
| ---- | --------- | -------- | -------------------- | ------ |
| 2015 | 編劇/導演 | 滴答     | Dida                 | 梁心頤 |
| 2016 | 編劇/導演 |          | Where Do We Go       | 梁心頤 |
| 2017 | 編劇/導演 | 玩轉     | Play/Turn            | 梁心頤 |
| 2018 | 編劇/導演 | 陽光     | Sunshine             | 梁心頤 |
| 2018 | 編劇/導演 | 最愛的痛 | Precious Pain        | 梁心頤 |
| 2018 | 編劇/導演 | 蹦蹦蹦   | Watch Out            | 梁心頤 |
| 2018 | 編劇/導演 | 千面獸   | Thousand-Faced Beast | 梁心頤 |
| 2018 | 編劇/導演 | 明日之星 | Tomorrow's Star      | 梁心頤 |

## 外部連結
- 梁妍熙的Instagram帳戶
- 梁妍熙Esther Veronin的Facebook專頁